# Кливина-землекоп
Кливина-землекоп (лат. Clivina fossor) — вид жуков-жужелиц из подсемейства скарит. Распространены на севере Неарктики и в Палеарктике, где обитают на открытых почвах, возвышенностях (холмы, горы) и берегах, но не встречаются на заболоченных биотопах.

## Распространение
Известно два подвида, которые встречаются на территории Евразии. Номинативный подвид (C. f. fossor) распространён в Европе, в Закавказье (в Армении, Азербайджане, Грузии), на Ближнем Востоке (в Израиле, Ираке, Иране, на Кипре, в Ливане, Сирии и Турции), в Средней Азии (в Кыргызстане, Таджикистане, Туркменистане и Узбекистане), России, Казахстане, Монголии, Китае и на Корейском полуострове. Подвид C. f. sachalinica отмечен в Сахалинской области и Японии.
Номинативный подвид интродуцирован на территорию Северной Америки. Жуки хорошо летают, что помогает им расселяться на новой территории. Вид распространился в северных Соединённых Штатах Америки и на большей территории Канады.

## Описание
Длина тела взрослого насекомого 5,5—6,5 мм. Внешне имеет сходство с представителями рода Dyschirius, но отличается них значительно более крупными размерами. Тело жуков удлинённое и уплощённое, блестящее, но не металлически, смоляно-чёрное, тёмно-коричневое или коричневое. Голова и надкрылья часто красноватые. Усики и ноги ярко красного цвета.
Жуки данного вида от других представителей своего рода отличаются комбинацией следующих признаков:
- на голове посередине имеется одиночная ямка;
- первый членик задних лапок с зубцевидным отростком;
- основной боковой зубец передних голеней рудиментарный или вовсе отсутствует;
- на последнем стерните брюшка имеется нежная микроскульптура; последний брюшной стеринит умеренно блестящий, но не тусклый.

## Экология
Жуки обитают на культивируемых, обычно глинистых, предпочтительно открытых почвах, в местах с суглинистой почвой, пойменных лугах, но также часто встречаются среди растительности в прибрежных участках, на песчаных и супесчаных берегах рек. Отмечены также на вершинах некоторых холмов и гор, где найдены на хорошо осушаемом торфянике и гравийных почвах, на высоте до 800 метров над уровнем моря. На заболоченных биотопах отсутствует. Жуки и личинки проводят время под землёй или под камнями, иногда могут встретиться вместе обе стадии.
Как взрослые насекомые, так и их личинки, хищничают, хотя жуки могут питаться и на зерновых культурах, нанося им несерьёзный вред. Активны круглый год. Зимой и весной ползают в дебрях, чаще среди высокой травы. В ночное время бродит в поисках добычи, а в дневное время в основном под землёй. В областях с холодной зимой в анабиоз впадают в имагинальной стадии, с более тёплой — особи всех стадий наблюдаются круглый год.